# Thuốc giải lo âu
Thuốc giải lo âu (cũng là thuốc chống hoảng loạn hoặc thuốc giải lo lắng)  là một loại thuốc hoặc can thiệp khác có tác dụng ức chế sự lo lắng. Hiệu ứng này là trái ngược với thuốc tăng lo lắng (anxiogenic), làm tăng sự lo lắng. Các loại hợp chất tâm lý hoặc can thiệp này có thể được gọi là các hợp chất hoặc tác nhân giải lo âu (anxiotropic). Một số loại thuốc giải trí như rượu (còn được gọi là ethanol) gây ra giải lo âu khi mới sử dụng; tuy nhiên, các nghiên cứu cho thấy rằng nhiều trong số các loại thuốc này là gây bệnh. Thuốc giải lo âu đã được sử dụng để điều trị rối loạn lo âu và các triệu chứng tâm lý và thể chất liên quan. Liệu pháp ánh sáng và các can thiệp khác cũng đã được tìm thấy có tác dụng giải lo âu.
Thuốc chẹn thụ thể beta như propranolol và oxprenolol, mặc dù không phải là thuốc giải lo âu, có thể được sử dụng để chống lại các triệu chứng soma của chứng lo âu như nhịp tim nhanh và đánh trống ngực.
Anxiolytics còn được gọi là thuốc an thần cấp thấp. Thuật ngữ này ít phổ biến hơn trong các văn bản hiện đại và ban đầu được bắt nguồn từ sự phân biệt với các thuốc an thần chính, còn được gọi là thuốc an thần kinh hoặc thuốc chống loạn thần.
Có những lo ngại rằng một số GABAergics, chẳng hạn như các thuốc benzodiazepin và barbiturat, có thể có tác dụng gây ra lo lắng nếu được sử dụng trong thời gian dài.